# Nicolas Jenson
Nicholas Jenson (1420–1480) (* Sommevoire, Francônia, 1420 † Veneza, 7 de Setembro de 1480), foi humanista, gravador, tipógrafo e livreiro alemão, ativo em Veneza. Criou inúmeras fontes para imprimir, as quais iriam inspirar os modernos tipógrafos, particularmente na Inglaterra durante o século XIX.

## Biografia

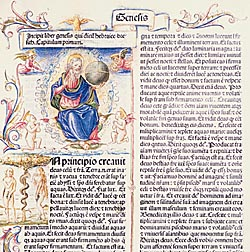
A Bíblia de Nicolas Jenson, impressa em 1479.

Em 3 de Outubro de 1458, enquanto trabalha como mestre de gravações na Casa Real da Moeda, na cidade de Tours, é enviado para Mainz, pelo rei Carlos VII (1403-1461), para aprender com Gutenberg (1398-1468), a nova técnica de impressão de livros. Em Mogúncia, ele começou a trabalhar no ateliê de Johannes Fust (1410-1466) e de Peter Schœffer (1425-1503) onde ficou durante quatro anos, até que em 28 de Outubro de 1462 a cidade foi saqueada pelo arcebispo Adolfo de Nassau (1422-1475).
Pouco se sabe de sua vida entre 1462 e 1469, apenas que não vivia na França. Supõe-se que tenha ido a Roma e durante algum tempo trabalha com os impressores Arnold Pannartz e Konrad Sweynheim. Outros afirmam que teria ido a Colônia e trabalhado com Ulrich Zell († 1507).  É provável também que tenha trabalhado com os irmãos Johann von Speyer († 1469) e Wendelin von Speyer, instalados em Veneza, onde, em 18 de setembro de 1469, havia um monopólio para trabalhar durante cinco anos, projeto que se tornou obsoleto com a morte de Johann von Speyer no final de 1469, e Nicolas Jenson veio se instalar por conta própria.
Uma vez instalado em Veneza, Jenson tornou-se mestre na arte de imprimir. Sua primeira publicação foi a obra "De Evangelica preparatione", de Eusébio de Cesareia (265-339), traduzida para o latim por Jorge de Trebizonda (1396-1472). A partir de 1473, ele se juntou a dois comerciantes em Frankfurt, Johann Rauchfass e Peter Ugelheimer, que possibilitou a Jenson uma saída comercial para os seus livros na Alemanha, e diante de uma superprodução entre 1474-75, ele teve bons resultados comerciais, graças a este apoio financeiro. Em 1475, o papa Sisto IV o nomeia conde palatino.
Jenson se especializa em imprimir obras para todos os mercados: tanto obras humanísticas, como clássicos latinos e gregos em traduções latinas, bíblias, teologia, medicina, obras jurídicas (direito civil e direito canônico), livros das horas e obras litúrgicas... Imprime todas as obras em latim e também algumas em italiano. Em 1472, publica sua Históra Natural, de Plínio, o Velho, seguida, em 1476, por uma edição em italiano, patrocinada por dois florentinos: Girolamo e Marco Strozzi; publica duas edições sobre a Lenda Dourada em italiano (1475 e 1476) e algumas obras sobre espiritualidade: "Parole devote dell’anima innamorata in messer Gesu", em 1471 e "Breviloquio di contemplatione sopra el pater nostro d’Antonio Schiatosi", em 1475.

Em 29 de maio de 1480, um contrato firmado em cartório sanciona o nascimento de uma sociedade comercial tipográfica que reúne por cinco anos Nicolas Jenson e outro grande impressor de Veneza na época, Jean de Cologne (1410-1481), que juntos imprimem 43% da produção de Veneza. O capital desta sociedade era estimado entre 7 mil e 10 mil ducados. A importância desta empresa tipográfica é tamanha, que ela é chamada apenas de "Veneza La Compagnia". Como escreveria mais tarde Martin Lowry: "Se Gutenberg inventou a imprensa, Jenson e Jean de Cologne fizeram de tudo para transformar um segredo comercial cuidadosamente guardado numa ferramenta útil para comunicação de massa."
Ao todo, Nicolas Jenson imprimiu mais de 150 publicações.

## Publicações
- De praeparatione evangelica, de Eusébio (1470)
- Epistolæ ad Brutum, ad Quintum fratrem, ad Atticum, de Cícero (1471)
- Historia naturalis, "Historia Natural" de Plinio, o Velho (1472).
- De civitate dei (A Cidade de Deus), 1475
- Summa Contra Gentiles de São Tomás de Aquino, publicado em 13 de Junho de 1480[8]
- De humilitate interiori et patientia vera, de Johannes Carthusiensis
- Scriptores rei rusticae, 1472[9]